# Carlos Espinosa de los Monteros y Sagaseta de Ilurdoz
Pour les articles homonymes, voir Espinosa de los Monteros (homonymie).
Carlos Espinosa de los Monteros y Sagaseta de Ilúrdoz, né le 12 avril 1847 à Pampelune et mort le 27 mai 1928 à Madrid, est un militaire et diplomate espagnol.

## Biographie
Fils du compositeur {Manuel Espinosa de los Monteros, il se marie avec María de los Dolores Bermejillo y García Menocal.
Il est le premier marquis de Valtierra (es), titre institué le 12 juin 1907.
Sa carrière militaire l'amène à devenir lieutenant-général. Il est nommé ambassadeur d'Espagne à Paris jusqu'au 29 décembre 1915, devenant ensuite capitaine général de la 6e région militaire (es) (Burgos).
Il a eu sept enfants dont Carlos et  Eugenio Espinosa de los Monteros y Bermejillo, tous deux militaires; Fernando, diplomate, Alvaro, Jorge et Rafael, capitaines de marine; et María Jesús.
Son arrière petit-fils est l'homme d'affaires et avocat  Carlos Espinosa de los Monteros y Bernaldo de Quirós (né en 1944).